# Parvis

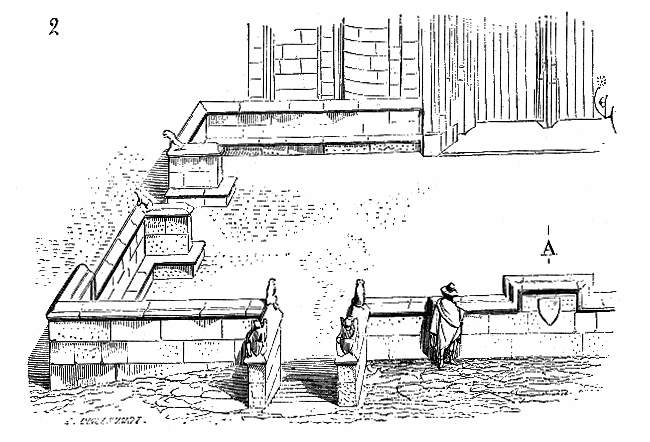
Parvis de la iglesia de la abadía de Santa Radegunda, en Poitiers.

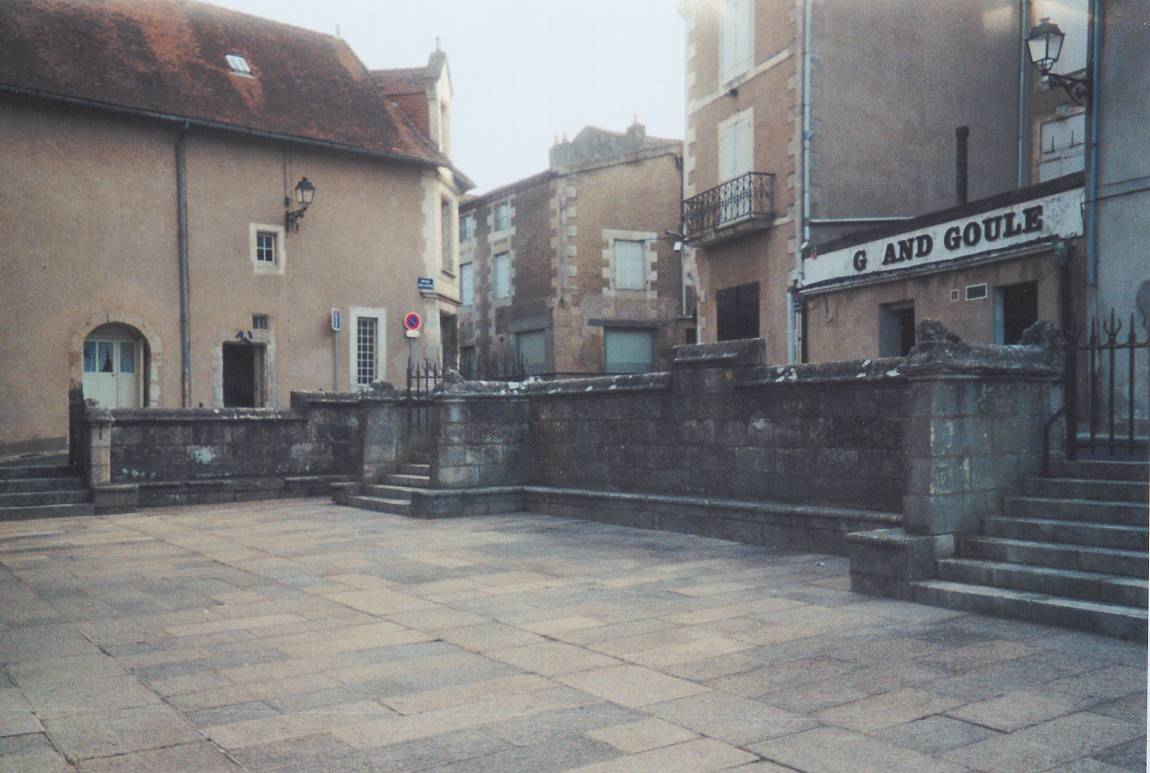
Parvis de justicia de la iglesia de Santa Radegunda, conserva el banco de piedra, donde se sentaban los jueces. El prior, que era nombrado por la abadesa de la Abadía de Sainte-Croix, se sentaba en el centro, donde el muro es más alto.

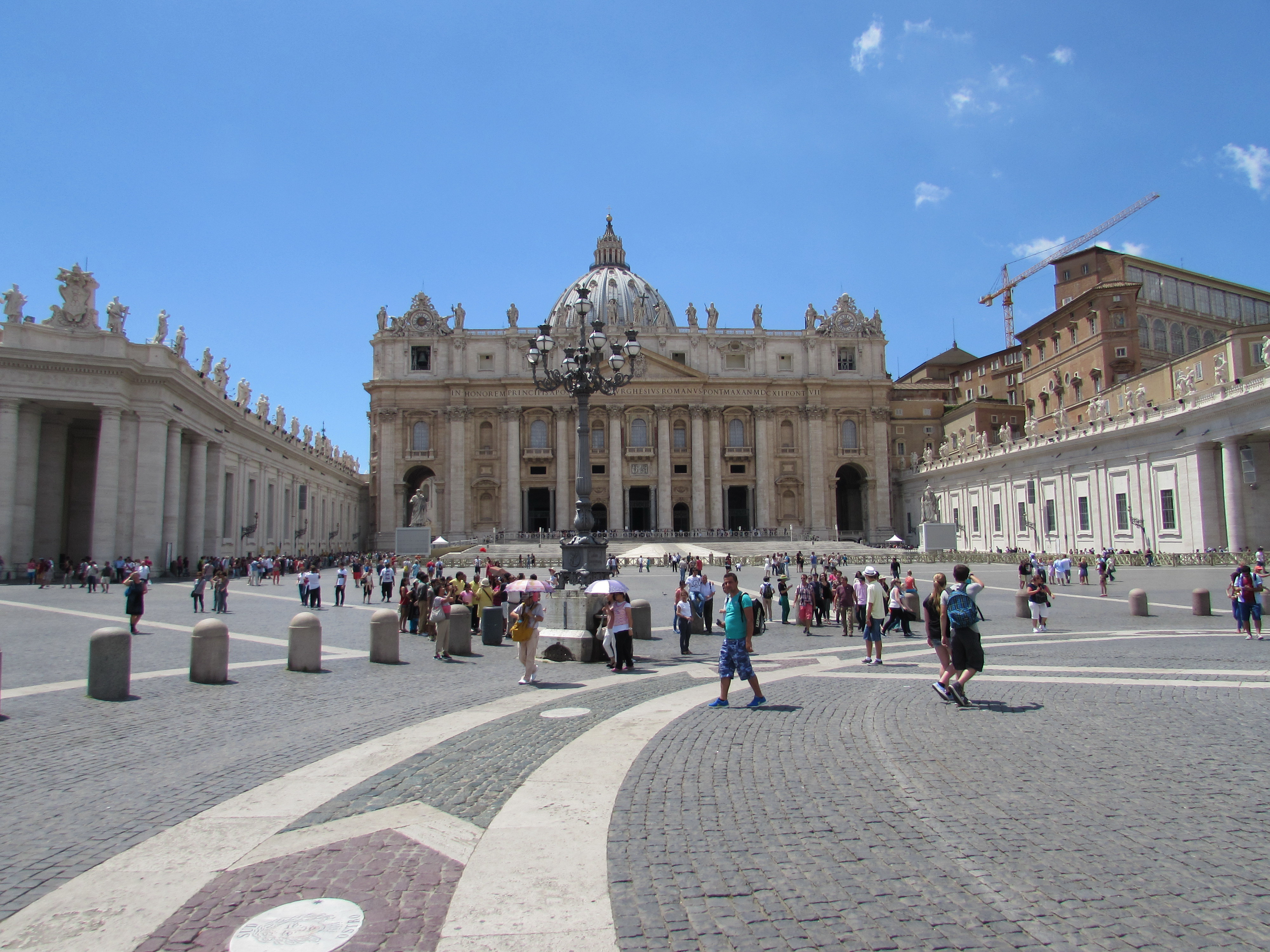
Parte de la Plaza de San Pedro en Roma, el parvis de la Basílica de San Pedro.

Un parvis (en original, en francés antiguo) es el espacio abierto localizado frente a la entrada de una iglesia cuyo perímetro está delimitado por un cierre. En ausencia de este último, se habla de plaza-parvis. En español, no es de uso general, traduciéndose muchas veces por explanada y otras, más imprecisamente, por plaza, anteiglesia o atrio. En italiano, se conoce como sagrato, y se confunde con el propio lugar en que se podía ejercer el asilo en sagrado. En los templos de la francmasonería, es el equivalente del salón de los pasos perdidos.[cita requerida]
Ahora se usa generalmente para designar los amplios espacios abiertos delante de y alrededor de una catedral o iglesia, especialmente cuando están rodeados por columnatas o pórticos, como en la basílica de San Pedro en Roma. Y, por extensión, se habla de parvis (antigua plaza-parvis) en aquellos casos de espacios de dominio público que se extienden hasta los pies de los edificios monumentales, incluso desprovistos de carácter religioso. Por ejemplo, el «parvis de la Défense» o simplemente el «parvis de una estación».[cita requerida]

## Etimología
Este término procede de la palabra parvis del francés antiguo, que  a su vez vendría de la palabra paradisus que significa "paraíso" en latín. Paradisus viene de la palabra παράδεισος (parádeisos) del griego antiguo de las lenguas indoeuropeas arias del Irán antiguo, donde significaba un recinto amurallado o un jardín de flores celestiales plantado por los clérigos.

## Historia
En la era cristiana primitiva y hasta el período carolingio, las iglesias estaban precedidas por un atrio destinado a acomodar a los catecúmenos.
En la Edad Media, la mayor parte de los parvises delimitados por una barandilla estaban restringidos por la iglesia. Lugares propicios para el comercio, como las naves de las iglesias, que a menudo estaban abarrotadas de puestos de mercaderes (tiendas de vendedores de velas, de pergaminos, de vendedores de olvidos, libreros), los emplazamientos eran asignados por los capítulos o fábricas. Las viviendas privadas podían estar apoyadas contra la iglesia. Muchas fiestas públicas y las ferias celebradas el día de la festividad del  patrón de la iglesia parroquial, se llevaban a cabo en el parvis. Las representaciones teatrales llamadas misterios también se representaban en él entre los siglos XI y XV. En los siglos XIX y XX, a menudo fueron considerablemente ampliados, mientras que se situaban al fondo del dominio privado y con frecuencia protegidos por un rejas o cadenas, para proporcionar un refugio suficiente a la persona que deseaba admirar la fachada del edificio.

## Parvis de justicia
En los tribunales de justicia, se llama «parvis de justicia» a uno de esos lugares dispuestos para hacer justicia. A menudo sucedía que el capítulo o la abadía estaba dotado de poderes de justicia: se hacía afuera, en el exterior, en público y frente a la iglesia.[cita requerida]

### Parvis de la catedral de San Pablo
En Londres, durante la Edad Media, los Serjeants-at-law (sargentos en ley) practicaban en el parvis de la catedral de San Pablo, y allí los clientes podían buscar su consejo. Más tarde, los tribunales eclesiásticos desarrollaron los Comunes de los doctores en el mismo sitio.[cita requerida]

### Uso en inglés tardío

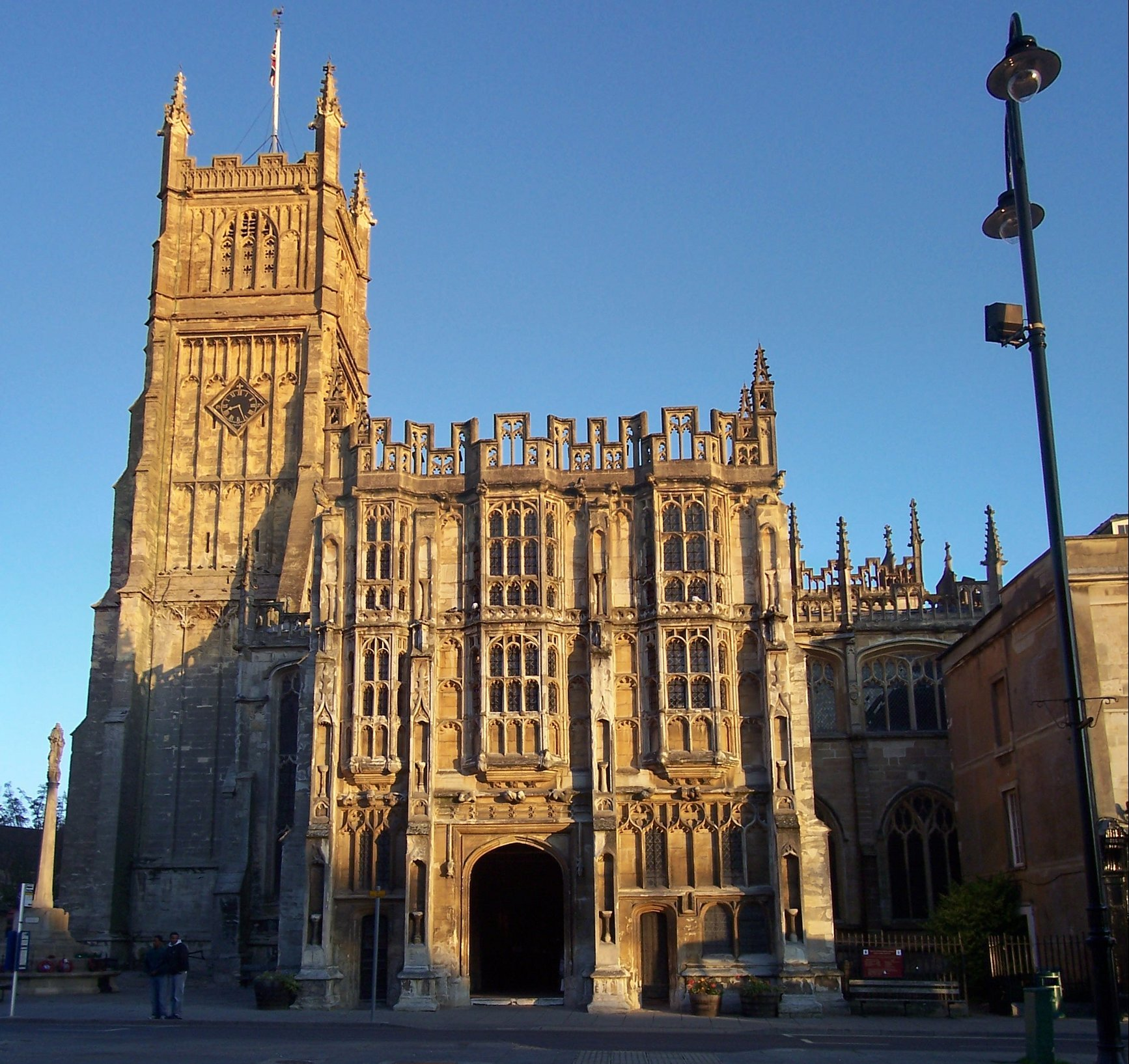
Porche gótico perpendicular de tres pisos de la iglesia de San Juan el Bautista, Cirencester: un ejemplo elaborado de lo que en el inglés más tardío se ha llamado un parvis.

Más tarde, el término se utilizó para significar una habitación sobre el porche de una iglesia en Inglaterra. Los historiadores arquitectónicos John Fleming, Hugh Honor y Nikolaus Pevsner, y los teólogos Frank Cross y E. A. Livingstone dicen que este uso es incorrecto. El Oxford English Dictionary describe ese término como "histórico", y dice que se usaba desde mediados del siglo XIX. Puede tener como raíz un uso incorrecto más temprano, en el libro Norfolk, de F. Blomefield, publicado en 1744.
En algunas iglesias, esas habitaciones se utilizaron como habitaciones escolares, y en el castillo de Ashby el parvis era la casa de una mujer —quien salvó la casa solariega del un fuego.[cita requerida]

Ejemplos de parvis ingleses
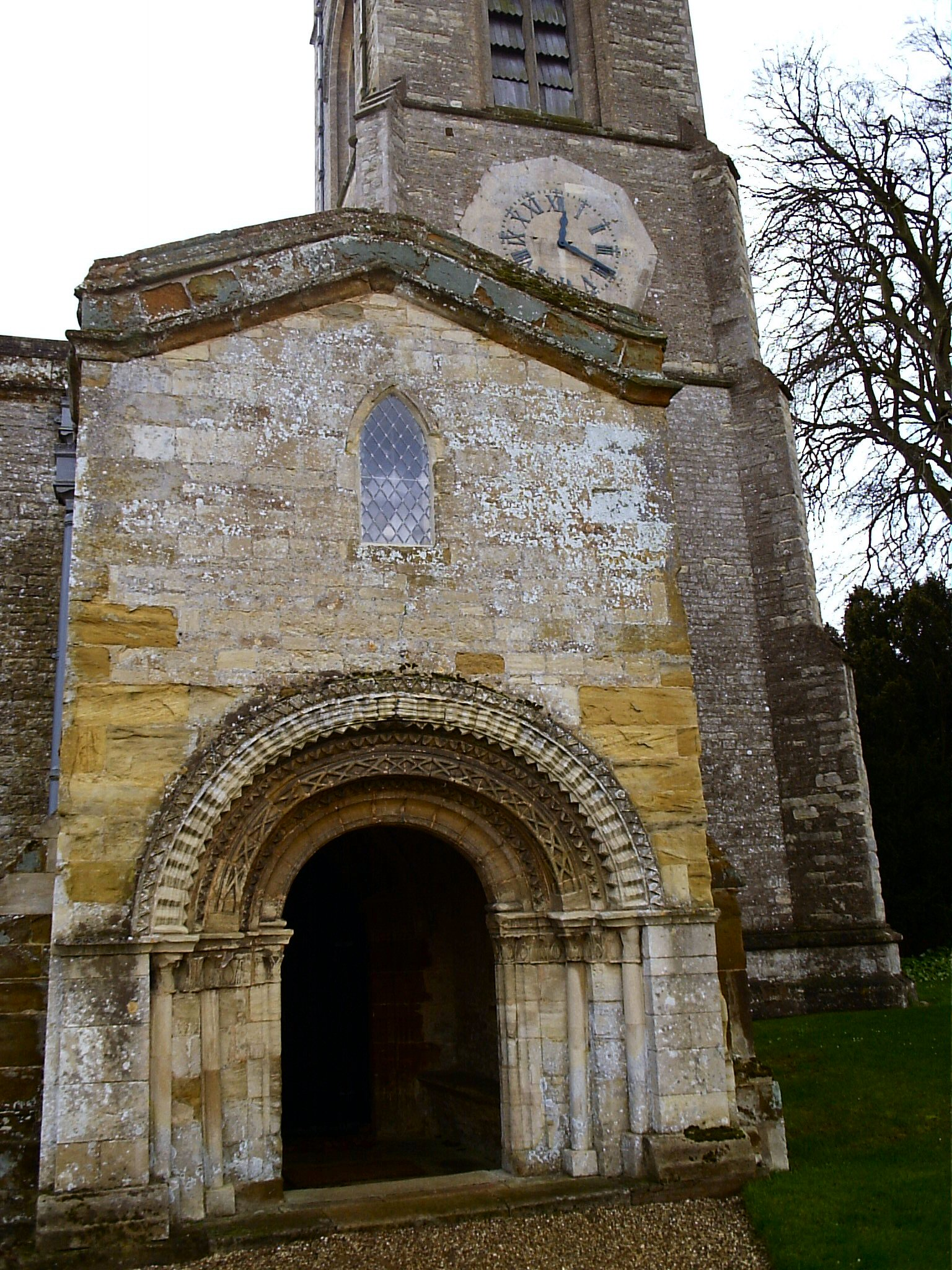
El parvis del castillo de Ashby
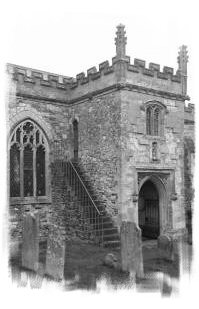
Parvis de la Iglesia de Bletchingley
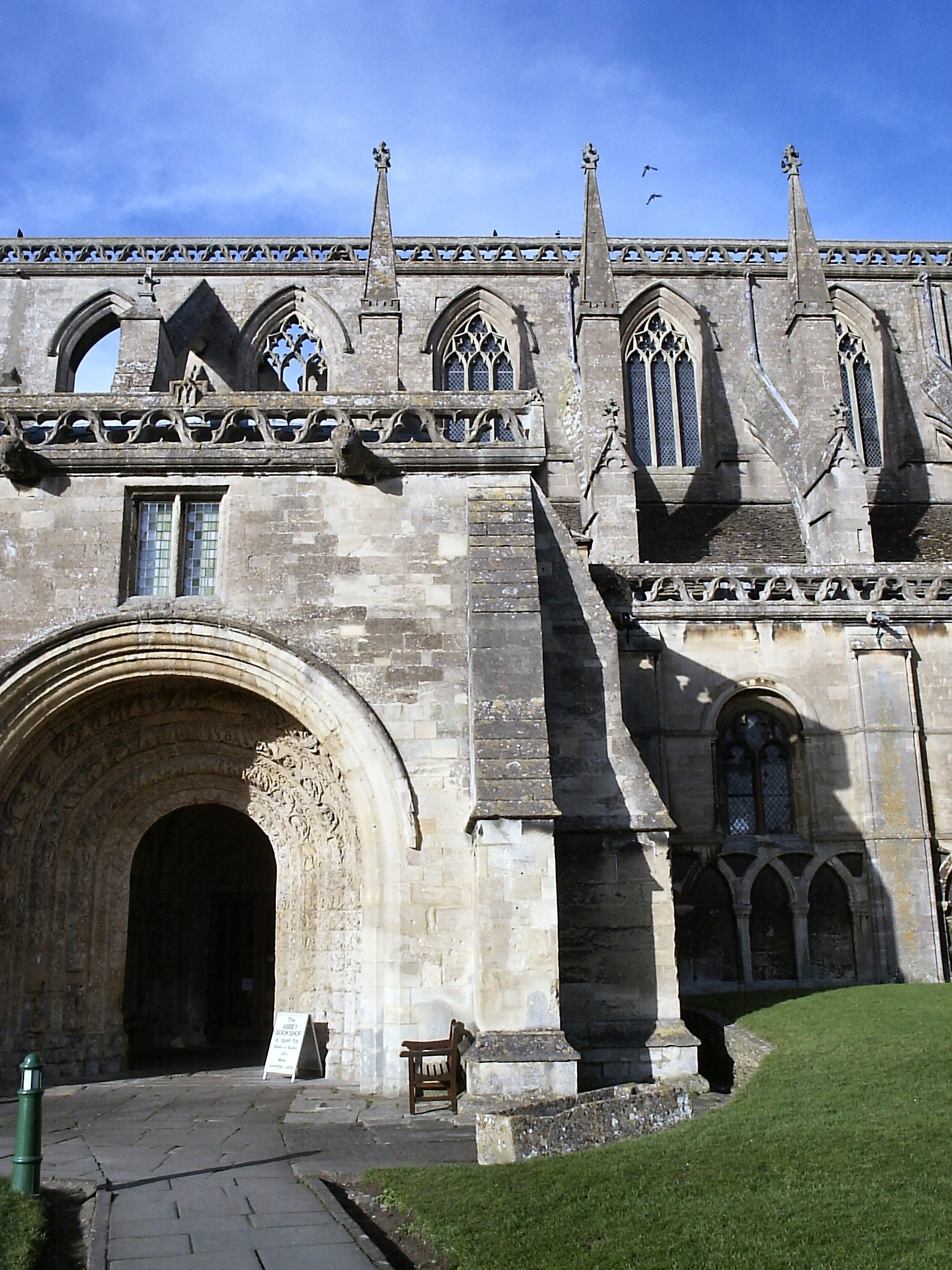
Abadía de Malmesbury
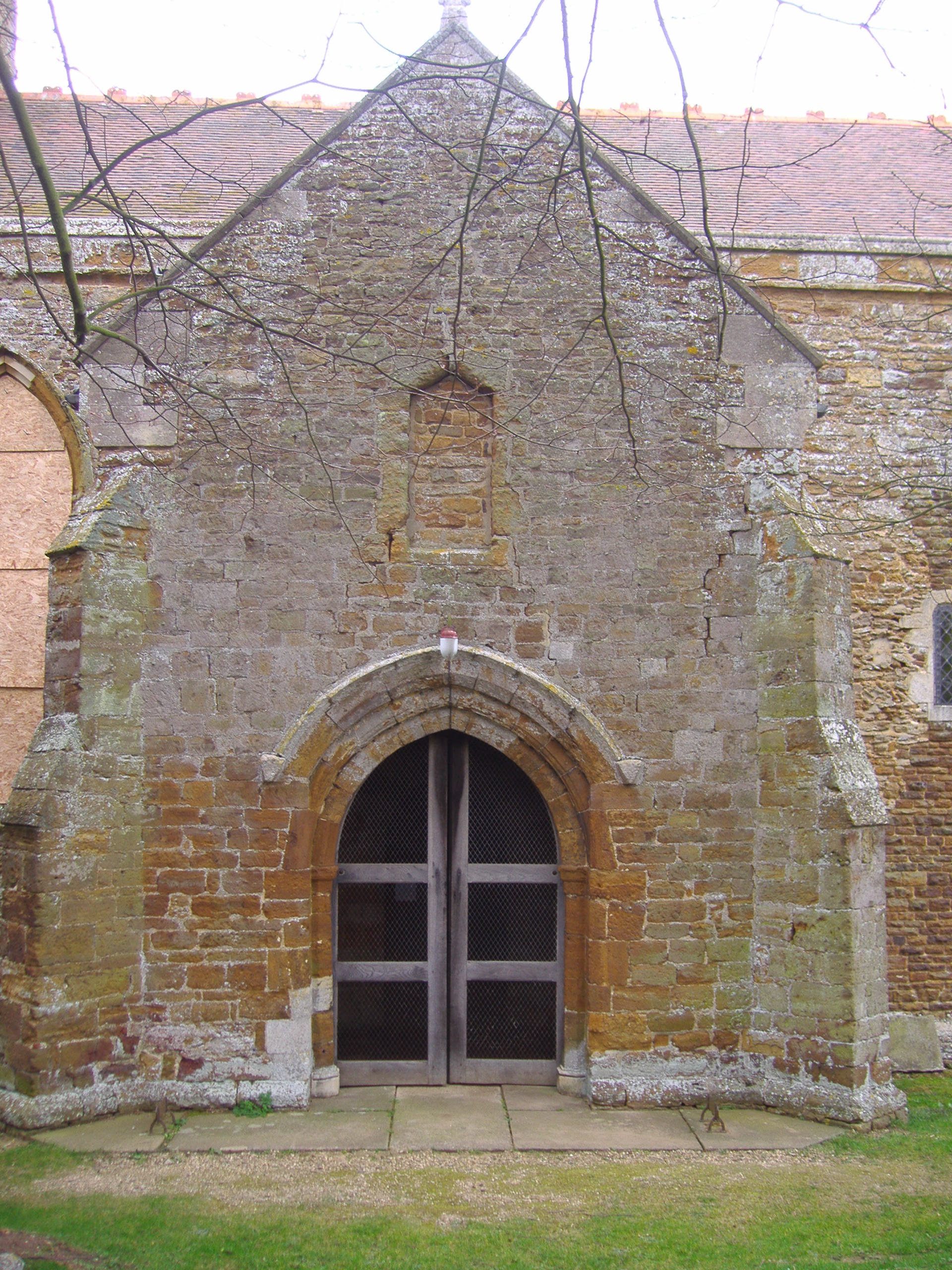
El parvis en la iglesia parroquial de Dodford, Northamptonshire.
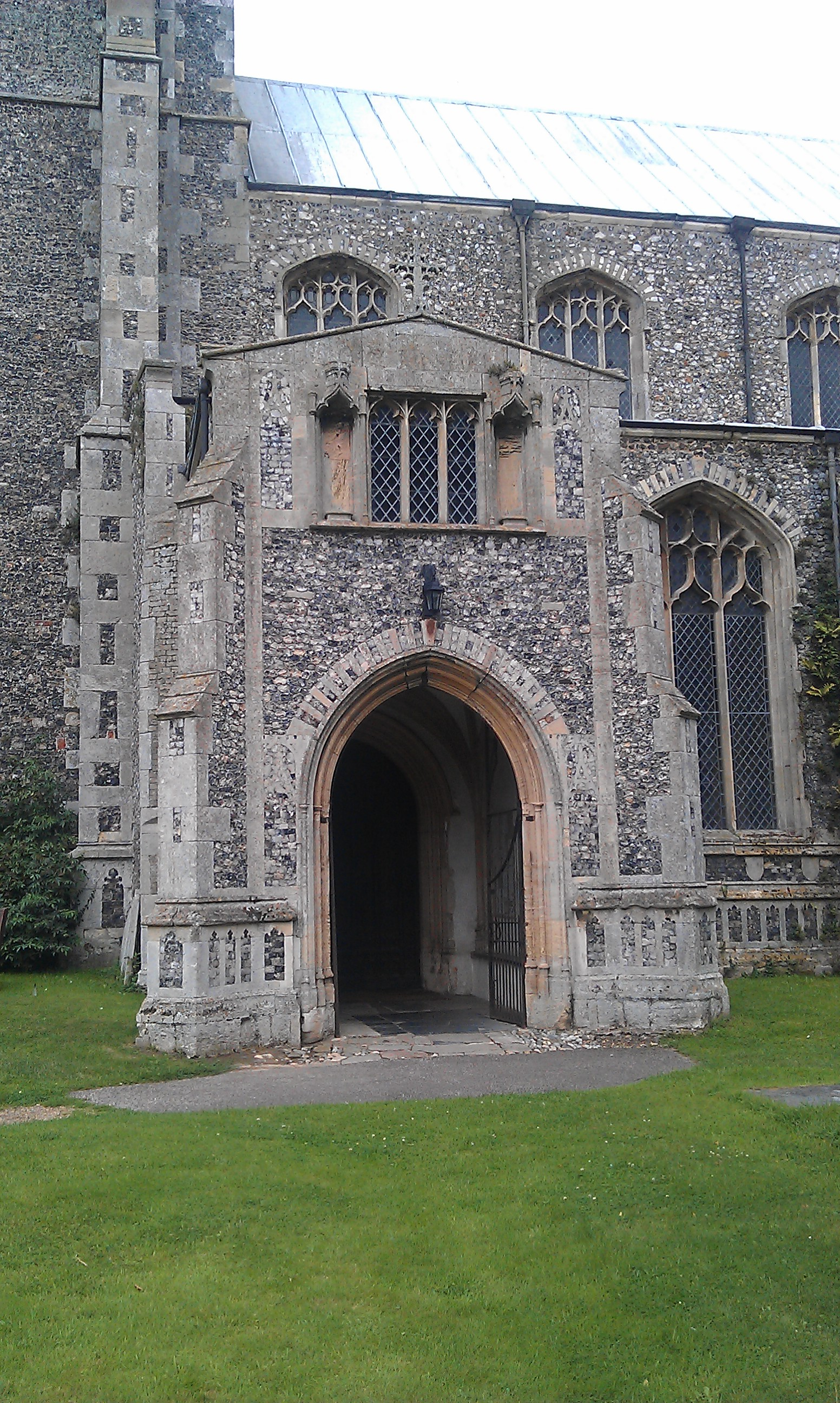
El parvis en la iglesia parroquial de Martham, Norfolk.

## En la masonería
En la masonería, el parvis es un símbolo de todo lo que cada miembro de la logia deja afuera al entrar al templo antes de comenzar a trabajar. Es un espacio de transición: el salón de los pasos perdidos.[cita requerida]